# Фалквилер
Фалквилер (фр. Falkwiller) насеље је и општина у источној Француској у региону Алзас, у департману Горња Рајна која припада префектури Алткирх.
По подацима из 2011. године у општини је живело 182 становника, а густина насељености је износила 51,27 становника/km². Општина се простире на површини од 3,55 km². Налази се на средњој надморској висини од 295 метара (максималној 351 m, а минималној 286 m).

## Демографија
| 1962. | 1968. | 1975. | 1982. | 1990. | 1999. | 2011. |
| ----- | ----- | ----- | ----- | ----- | ----- | ----- |
| 136   | 143   | 158   | 175   | 174   | 178   | 182   |

График промене броја становника у току последњих година